# (100659) 1997 WM20
(100659) 1997 WM20 es un asteroide perteneciente al cinturón de asteroides descubierto el 25 de noviembre de 1997 por el equipo del Spacewatch desde el Observatorio Nacional de Kitt Peak, Arizona, Estados Unidos.

## Designación y nombre
Designado provisionalmente como 1997 WM20.

## Características orbitales
1997 WM20 está situado a una distancia media del Sol de 2,650 ua, pudiendo alejarse hasta 2,753 ua y acercarse hasta 2,548 ua. Su excentricidad es 0,038 y la inclinación orbital 2,204 grados. Emplea 1576,50 días en completar una órbita alrededor del Sol.

## Características físicas
La magnitud absoluta de 1997 WM20 es 16,5. 